# رينا ماكدونالد
رينا ماكدونالد (بالإنجليزية: Rena MacDonald) هي منافسة ألعاب القوى أمريكية، ولدت في 1907 في Reserve Mines ‏ في كندا، وتوفيت في 16 نوفمبر 1958.

## وصلات خارجية
- رينا ماكدونالد على موقع أوليمبيديا (الإنجليزية)